# 下谷中山鉄山跡
下谷中山鉄山跡（しもだんなかやまてつざんあと）は、鳥取県日野郡日南町笠木に所在する製鉄遺跡。2022年（令和4年）10月4日付で、町の文化財（生産遺跡）に指定されている。地元では下谷中山たたら（跡）とも称される。

## 概要

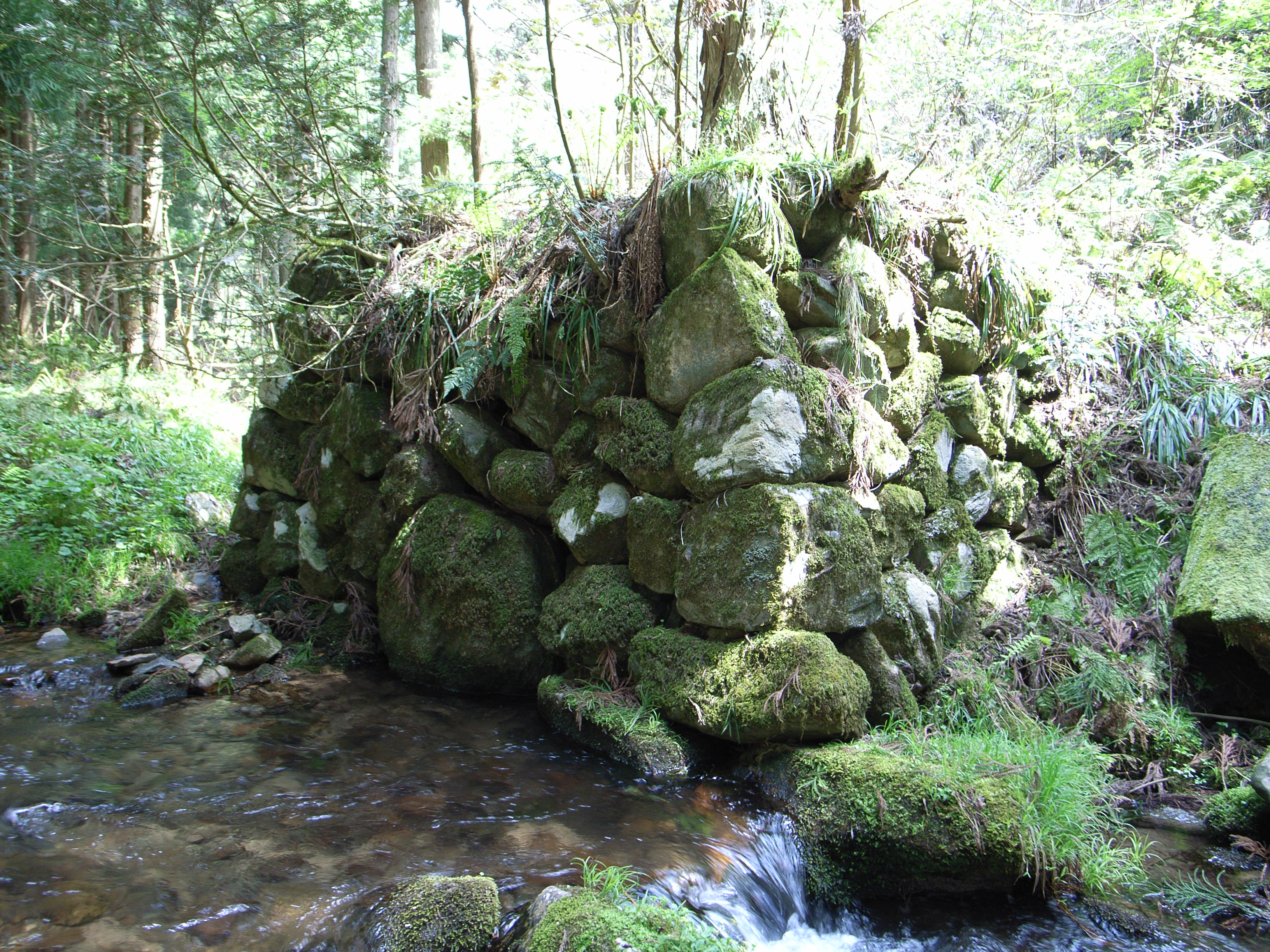
下谷中山鉄山跡（橋台）

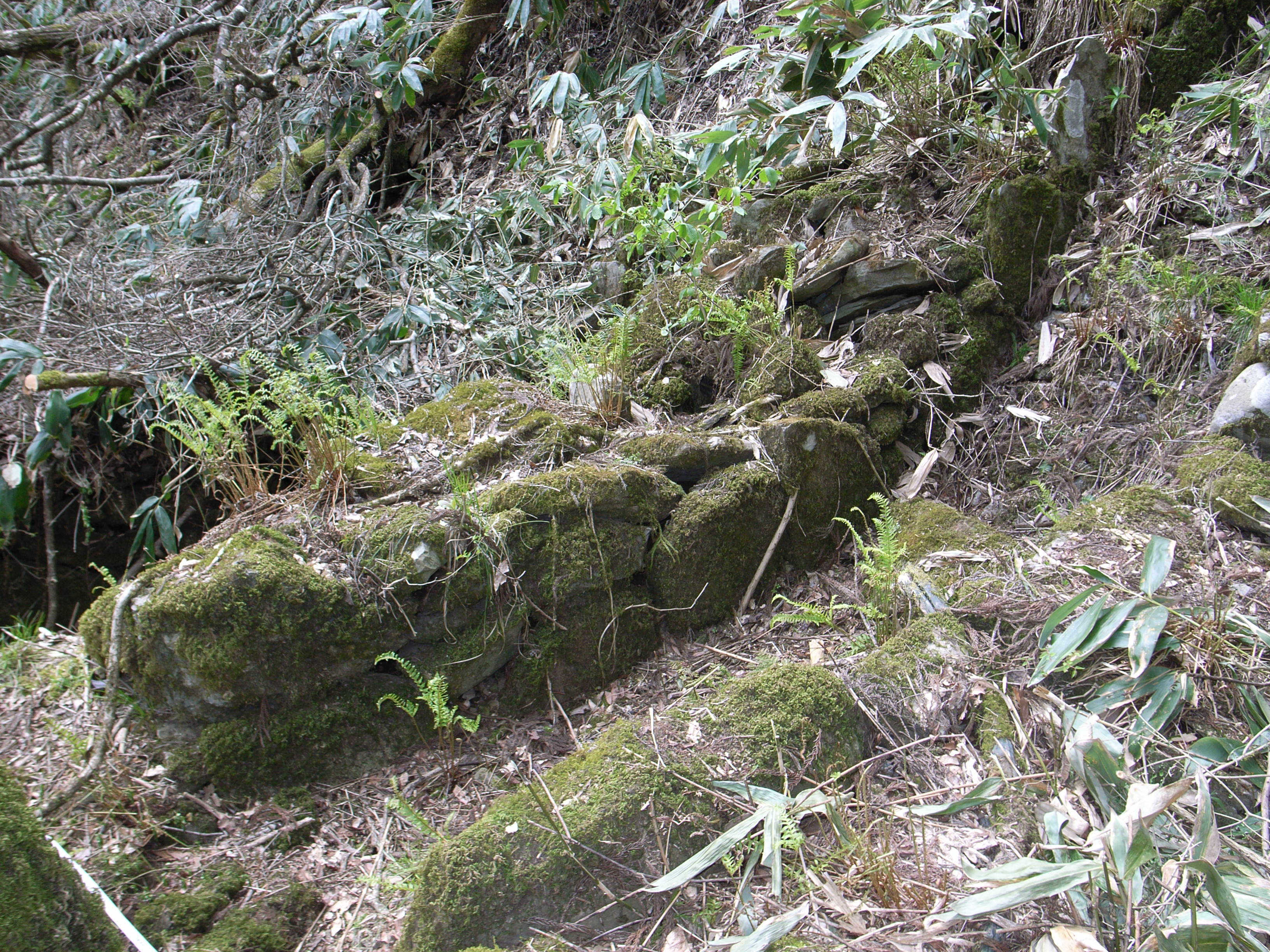
下谷中山鉄山にあった3棟の水車小屋に水を導くための水路

伯耆国の鉄山師で、日野郡根雨（現在の日野町根雨）を本拠とした近藤家が、1904年（明治37年）に開設し、1921年（大正10年）まで操業した製鉄場（たたら）の跡である。
現地には、たたら製鉄に特有の施設である高殿や銅小屋、砂鉄洗場、鉄池の遺構のほか、水車小屋や水路、暗渠などの石組み遺構が残っている。近藤家には、下谷中山鉄山の開設（1904年）から廃業（1921年）までの期間の諸記録が保存されている。遺構と文献の両側面から調査が可能なことから、学術的にも貴重な遺跡である。

## 鉄山創業
伯耆国における近藤家の鉄山経営は、1779年（安永8年）に日野郡笠木村の「谷中」で始まったとするのが定説である。ただ、当時の史料は確認されておらず、創業に至った経緯は不明である。
近藤家5代当主の喜八郎が1907年（明治40年）に日野郡役所に提出した文書には、「製鉄事業ノ開祖ハ、安永八年中鳥取県日野郡笠木村（現今山上村大字笠木村）字谷中山二、製鉱所（製銑）壱ヶ所創始シ得ル所ノ銑鉄ハ煉鉄二成製シ、或ハ銑鉄ニテ販売セリ」とある。
また、海軍造兵廠への包丁鉄（錬鉄）納入に際し、1904年（明治37年）に海軍省が作成した資料には、近藤家の鉄山創業の年が「安永8年」と記載されている。
一方、6代当主の喜兵衛は、1922年（大正11年）に記した書簡の中で、同家の「製鉄開業最初ノ場所」について「日野郡笠木村字谷中」とし、「創始ノ年代」を「安永9年8月」と記している。
これらの史料から、近藤家の鉄山創業の地は「谷中」であると考えられるが、下谷中山鉄山跡が、この創始の場所と同一であるかは定かではない。ただ、1905年（明治38年）に下谷中山鉄山が開業した当時の普請の記録によると、地下には以前の時代の鈩があったことをうかがわせる記載がある。

## 操業の概要

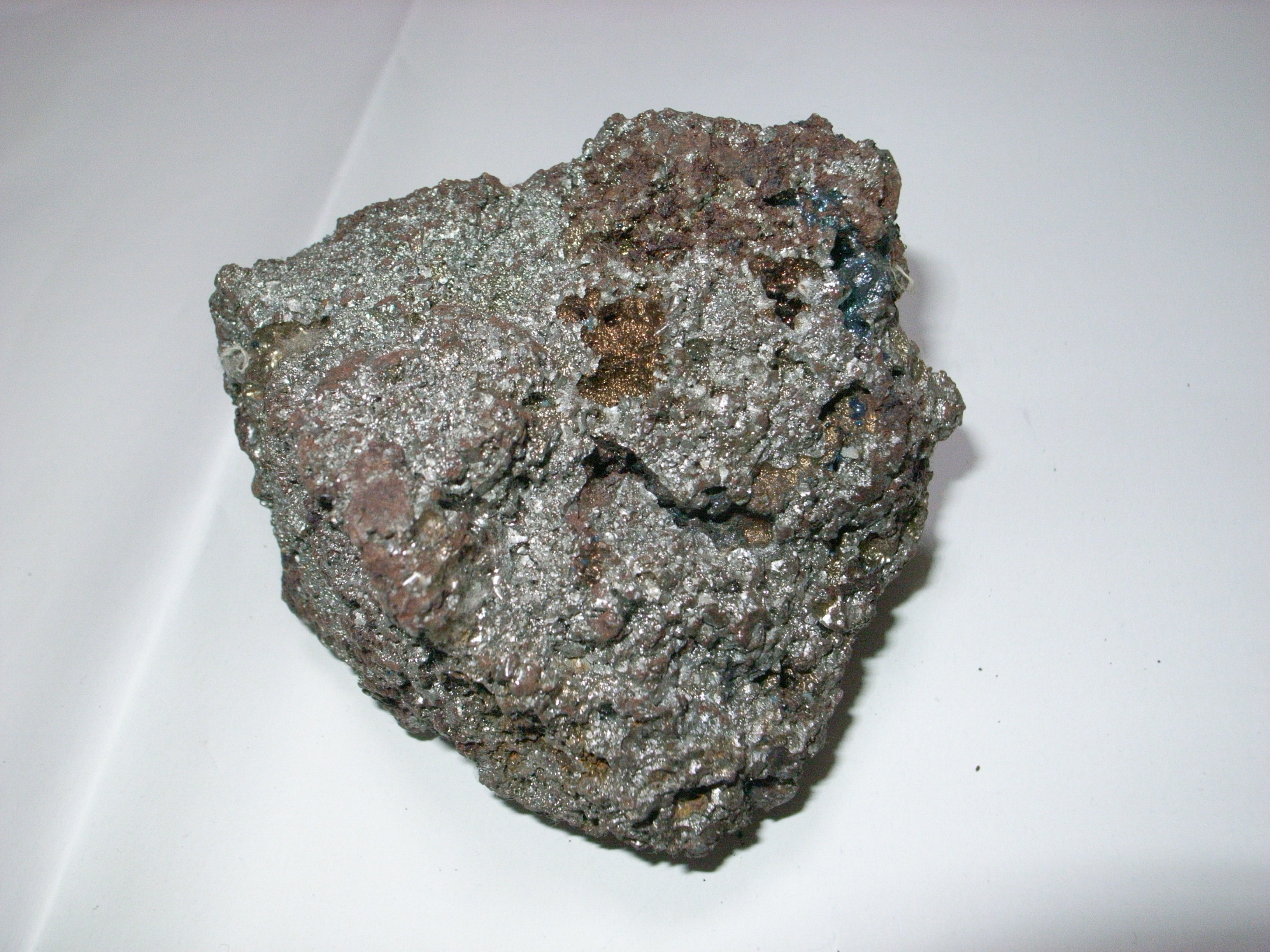
下谷中山鉄山で生産されたと伝えられる玉鋼（個人蔵）

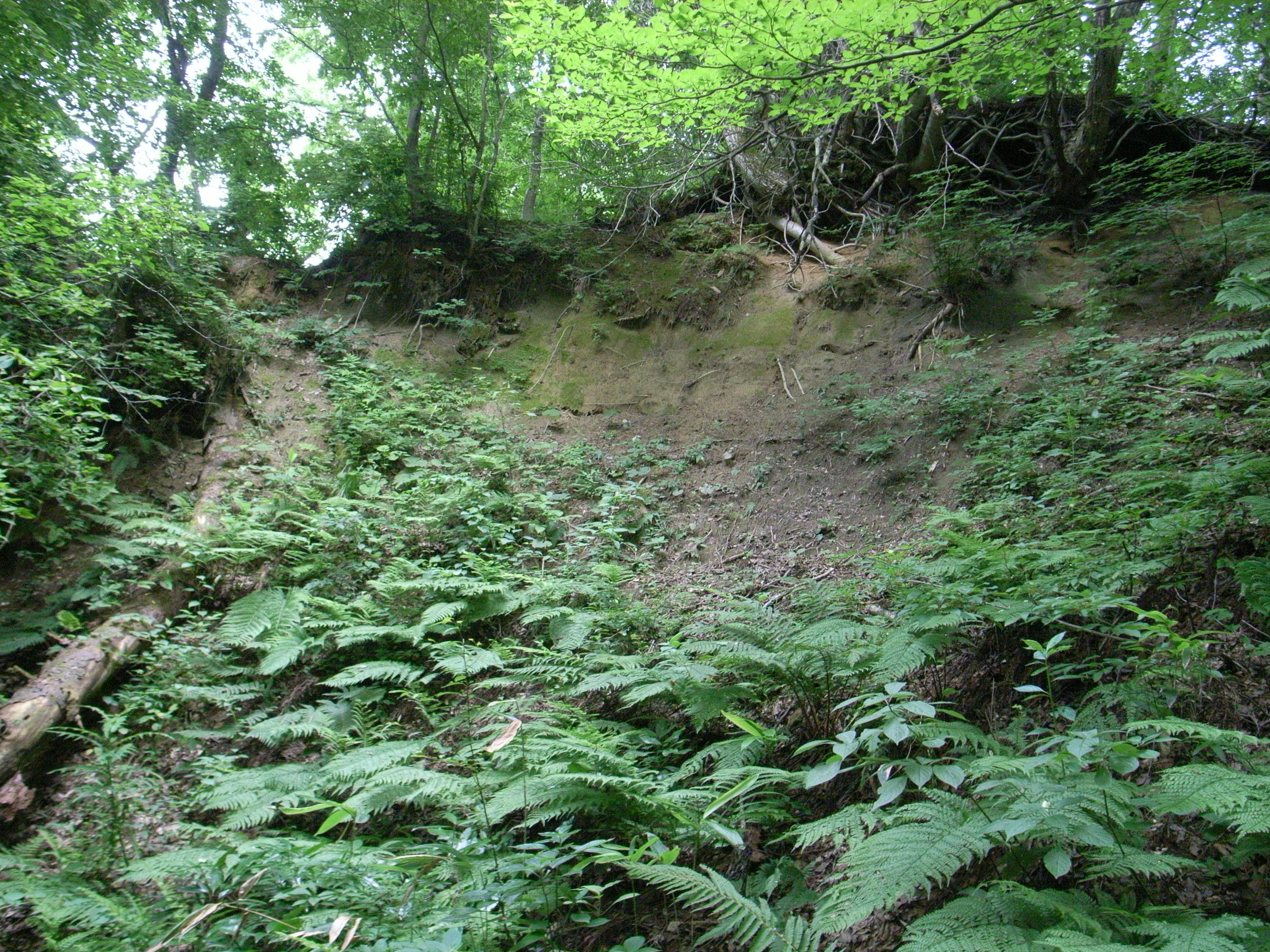
砂鉄採集場（鉄穴）の跡（笠木地内）

1907年（明治40年）から1921年（大正10年）までの操業を記録した帳面が残されている。操業ごとの日数を示す「押数」（2〜10）、村下の名前、製産された銑鉄・鋼の生産量などが記されている。
これらの記録から、1908年（明治41年）の春期操業までは鉧押を行い、同年の秋期操業から銑押に変更していること、1916年（大正5年）頃に生産量が最大になったことが分かっている。近藤家が実用化した低燐製鉄技術を用いて、除燐銑鉄も生産していた。
時期にもよるが、銑鉄は前折、内入、本折、折入、銅一丁、鉧付銑、干銑、敷盤一丁、小銅の当て鉄、型入に区分され、鋼は折地、頃地、上鉧、歩鉧に区分されている。
原料の砂鉄は、少なくとも15カ所の砂鉄採集場（鉄穴）から調達していた。1回の操業で数種類の砂鉄を使用するのが通例で、特に成績が良かった際には使用した砂鉄の種類や量を帳面に記録していた。
敷地内には水車小屋が3棟あり、鋼鉄割砕用、炉への送風用、米搗き用の3基の水車が稼働していた。

## 文献資料

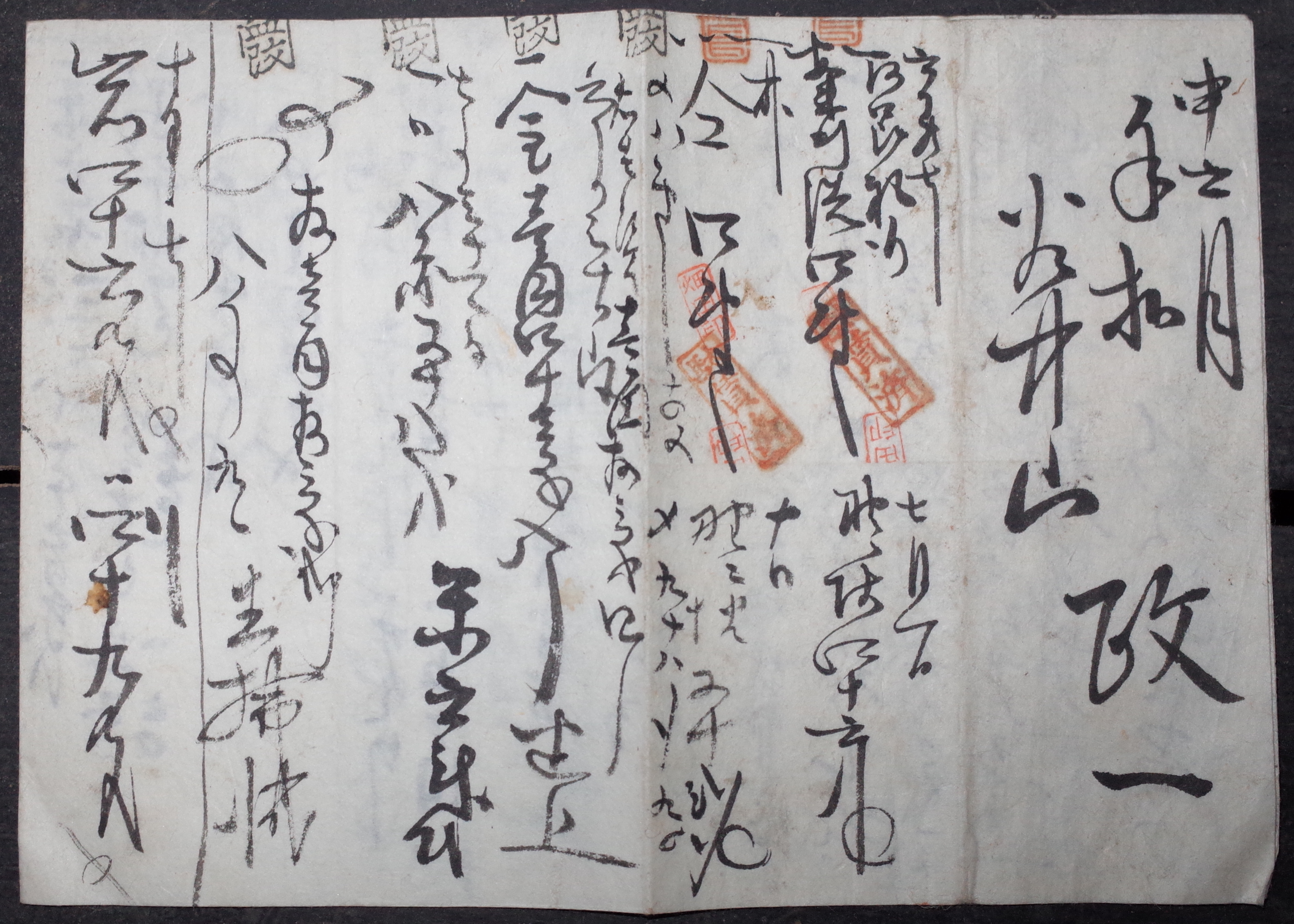
下谷中山鉄山に係る駄賃の控え（個人蔵）

近藤家史料は、鳥取県日野郡根雨の近藤家に伝来する文書群で、下谷中山鉄山に関する史料も含まれる。
近藤家史料の重要性に早くから着目したのは、鳥取県立根雨高等学校（現・鳥取県立日野高等学校）の元校長で郷土史家の影山猛である。長年にわたり近藤家史料の調査・研究を行い、『たたら研究』や『伯耆文化研究』などに鉄山関連の論文を多数発表したほか、『近藤家資料集　第一編』（1984年）、『同　第二編』（1986年）、『同（目録）第三編』（1989年）、『たたらの里　近藤家文書にみる日野郡鉄山史料』（1989年）を上梓した。
鳥取県立公文書館の安藤文雄は、近藤家史料の体系的な整理を行った。同館の調査により、近藤家史料の総点数は、他家から引き継いだものも含め、9,308点に上ることが確認されている。
郷土史家の内藤岩雄は、下谷中山鉄山を描いた「谷中踏鞴之図」を残しており、敷地内にあった主要施設が描き込まれている。

## 遺跡の調査
これまでに鳥取県による生産遺跡分布調査での踏査、地元の郷土史家による現地調査、日南町教育委員会による発掘調査が行われている。
1984年（昭和59年）に鳥取県埋蔵文化センターが刊行した『鳥取県生産遺跡分布調査報告書』は、「近藤家の最後の鉄山の一つ」とした上で、「備後街道沿いの交通の要所にあり、典型的な終末期たたらの一つである」と紹介。高殿跡に立っていた押立柱と水車小屋の石垣の写真、各遺構の位置図も掲載されている。なお、同書に写真が掲載された押立柱は、その後の郷土史家による現地調査で、倒れているのが確認された。
2010年（平成22年）5月、地元の郷土史家が、地権者や地上権者の許可を得て下谷中山鉄山跡に立ち入り、草刈りを行うとともに、平板測量を行った。高殿跡に立っていた押立柱は倒れていたが、砂鉄洗い場や鉄池、水車小屋の石組みなどが良好な状態で残っていることを確認した。
日南町教育委員会は2021年（令和3年）に下谷中山鉄山跡の調査を開始。測量調査や学術目的の発掘調査を行い、これまでに高殿や元小屋の遺構、炉に設置された「筋金（すじがね）」などが確認されている。2023年（令和5年）9月22日及び23日には現地説明会が開催された。